# Chattoune
 (janvier 2025).
Chattoune, de son vrai nom Françoise Bourrec, est une créatrice de costumes française.

## Biographie
Née à Paris, Chattoune étudie au Cours Berçot avant de se lancer dans la création de costumes pour des publicités (L'Oréal, Cacharel, Nintendo…), des clips (Janet Jackson, Jane Birkin, Les Négresses Vertes, IAM…) et des courts-métrages (Capitaine X et Le Dernier Chaperon rouge de Jan Kounen).
En 1995, sa rencontre avec Fab est décisive. Ensemble ils se lancent dans la création de costumes pour le cinéma. La richesse de leur travail les amène à travailler aussi bien sur des films d'époque (Coco Chanel et Igor Stravinsky, Blueberry, l'expérience secrète) que sur des films de science-fiction (Dante 01, Babylon A.D.…) ou encore sur des thrillers (Les Rivières pourpres 2 : Les Anges de l'apocalypse) et des comédies (Double Zéro, Fatal…).
Ils ont ainsi travaillé avec certains des plus importants réalisateurs français contemporains comme Jan Kounen, Olivier Dahan, Marc Caro ou Mathieu Kassovitz.
En 2010, ils sont nommés aux César pour les costumes du film Coco Chanel et Igor Stravinsky de Jan Kounen. Les critiques du film sont particulièrement élogieuses envers le travail du duo. André Leon Talley, grande figure du Vogue américain, ira jusqu'à évoquer la « perfection des costumes de Chattoune&Fab ».
Ces dernières années, Chattoune a travaillé à plusieurs reprises pour Karl Lagerfeld et la maison Chanel, comme créatrice des costumes de deux films du designer (Paris-Shanghai : a Fantasy et Chanel's Russian Connection) et en réalisant la tête de lion qui clôtura le défilé Chanel Haute Couture Automne-Hiver 2010-2011.

## Filmographie sélective
- 1985 : Tino
- 1994 : Capitaine X de Jan Kounen
- 1996 : Le Dernier Chaperon rouge de Jan Kounen
- 1996 : Bernie de Albert Dupontel
- 1997 : Dobermann de Jan Kounen
- 1998 : Taxi de Gérard Pirès
- 2000 : Argent content
- 2002 : Le Boulet de Alain Berberian et Frédéric Forestier
- 2002 : Le Défi
- 2004 : Blueberry, l'expérience secrète de Jan Kounen
- 2004 : Les Rivières pourpres 2 : les Anges de l'Apocalypse de Olivier Dahan
- 2004 : Double Zéro de Gérard Pirès
- 2005 : Les Chevaliers du ciel de Gérard Pirès
- 2005 : Animal de Roselyne Bosch
- 2006 : Incontrôlable de Raffy Shart
- 2007 : Les Deux Mondes de Daniel Cohen
- 2007 : 99 francs de Jan Kounen
- 2008 : La journée de la jupe de Jean-Paul Lilienfeld
- 2008 : Dante 01 de Marc Caro
- 2008 : Babylon A.D. de Mathieu Kassovitz
- 2008 : Chanel's Russian Connection
- 2009 : Paris-Shanghai : a Fantasy
- 2009 : Coco Chanel et Igor Stravinsky de Jan Kounen
- 2010 : Fatal de Michaël Youn
- 2013 : Grand Central de Rebecca Zlotowski

## Distinctions
Nominations à la 35e cérémonie des César : César des meilleurs costumes pour Coco Chanel et Igor Stravinsky